# Абразивные материалы и абразивная обработка
Абразивные материалы (фр. abrasif — шлифовальный, от лат. abradere — соскабливать) — это материалы, обладающие высокой твёрдостью и используемые для обработки поверхности различных материалов: металлов, керамических материалов, горных пород, минералов, стекла, кожи, резины и других. В соответствии с ГОСТом 21445-84 абразивный материал — это природный или искусственный материал, способный осуществлять абразивную обработку.
Абразивные материалы используются в процессах шлифования, полирования, хонингования, суперфиниширования, разрезания материалов и широко применяются в заготовительном производстве и окончательной обработке различных металлических и неметаллических материалов.
С давних пор использовались естественные абразивные материалы (наждак, пемза, корунд, алмаз, кварц), с конца XIX века применяются искусственные (купершлак, никельшлак, электрокорунд, карбид кремния, карбид бора, монокорунд, синтетический алмаз и другие).
Твёрдость (Мн/м²) определяется методом вдавливания алмазной пирамиды в поверхность испытуемого материала (например, для кварца 11000—11300, электрокорунда 18000—24000, алмаза 84250-100000). Абразивная способность характеризуется массой снимаемого при шлифовании материала в следующем порядке: алмаз, нитрид бора, карбид кремния, монокорунд, электрокорунд, наждак, кремень. Из абразивных материалов изготавливают жёсткие и гибкие абразивные инструменты, которые широко применяются во всех отраслях машиностроения, особенно при изготовлении подшипников.

## Виды абразивной обработки
Существуют следующие виды абразивной обработки:
- шлифование круглое — обработка цилиндрических и конических поверхностей валов и отверстий;
- шлифование плоское — обработка плоскостей и сопряжённых плоских поверхностей;
- шлифование бесцентровое — обработка в крупносерийном производстве наружных и внутренних поверхностей (валы, обоймы подшипников и др);
- шлифование бесцентровое лентой — наружные поверхности, в том числе, сложные профили;
- шлифование лентой сложных профилей — например шлифование лопаток турбин;
- отрезание и резание заготовок — заготовительное и монтажное производство, демонтаж конструкций;
- притирка — абразивное притирание поверхностей (например седло и игла дизельной форсунки);
- гидроабразивная обработка — струйная и галтовка (отливки, поковки, метизы и др);
- абразивоструйная обработка — очистка поверхностей от ржавчины, окалины, старых ЛКП абразивным порошком со струей воздуха под давлением;
- ультразвуковая обработка — пробивка отверстий в твёрдых сплавах, извлечение сломанного инструмента, изготовление штампов;
- магнитно-абразивная обработка — обработка магнитно-абразивным порошком в магнитном поле;
- хонингование — обработка отверстий (цилиндры двигателей, насосов и др);
- полирование — придание поверхности малой шероховатости и зеркального блеска;
- суперфиниширование — окончательное придание наружным, внутренним и сложным профилям высочайшей точности и чистоты поверхности, в том числе алмазное суперфиниширование (точные механизмы, инструмент, детали особо точных приборов, инструментов, оружия и т. д.).

## Инструменты абразивной обработки

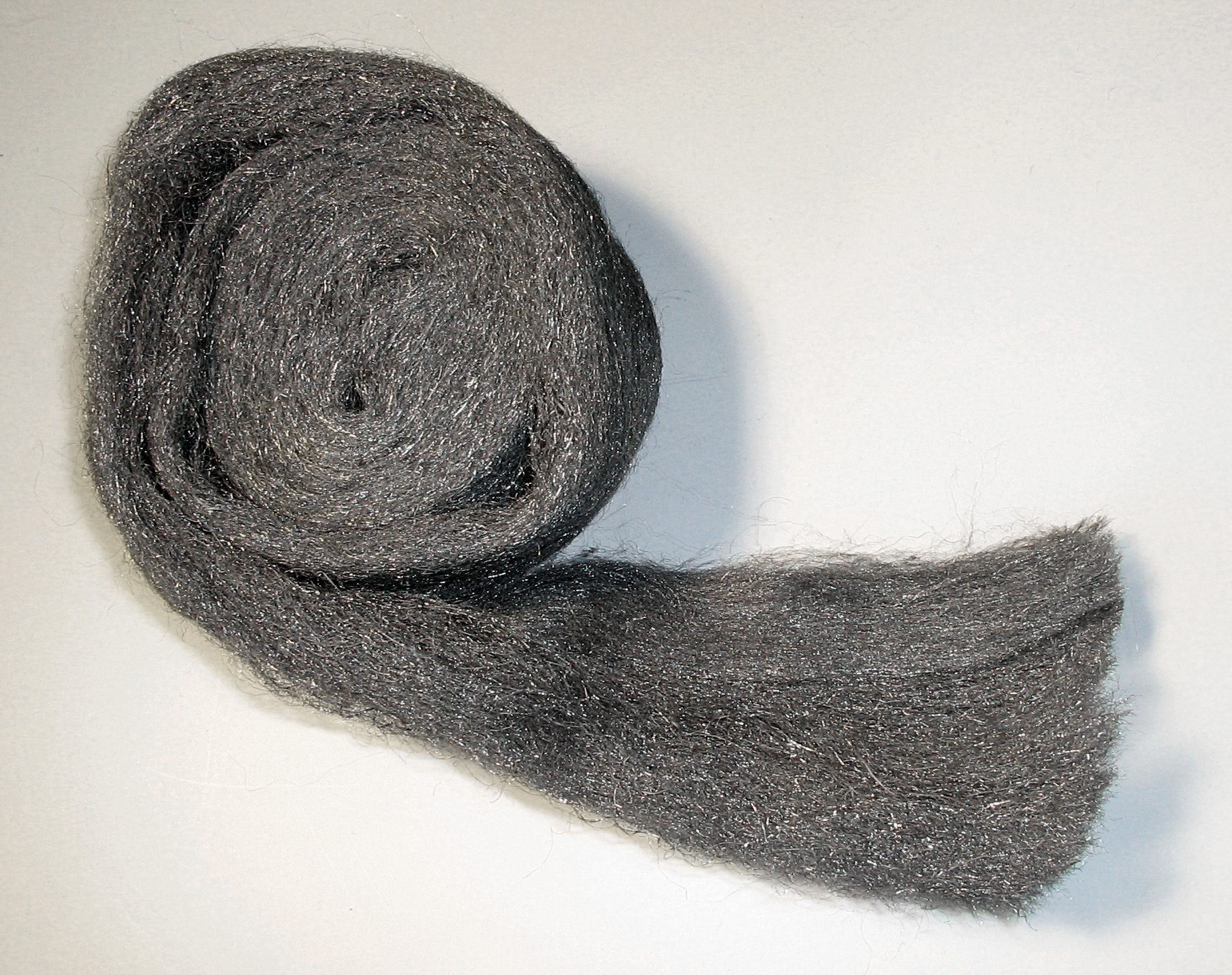
Стальная вата

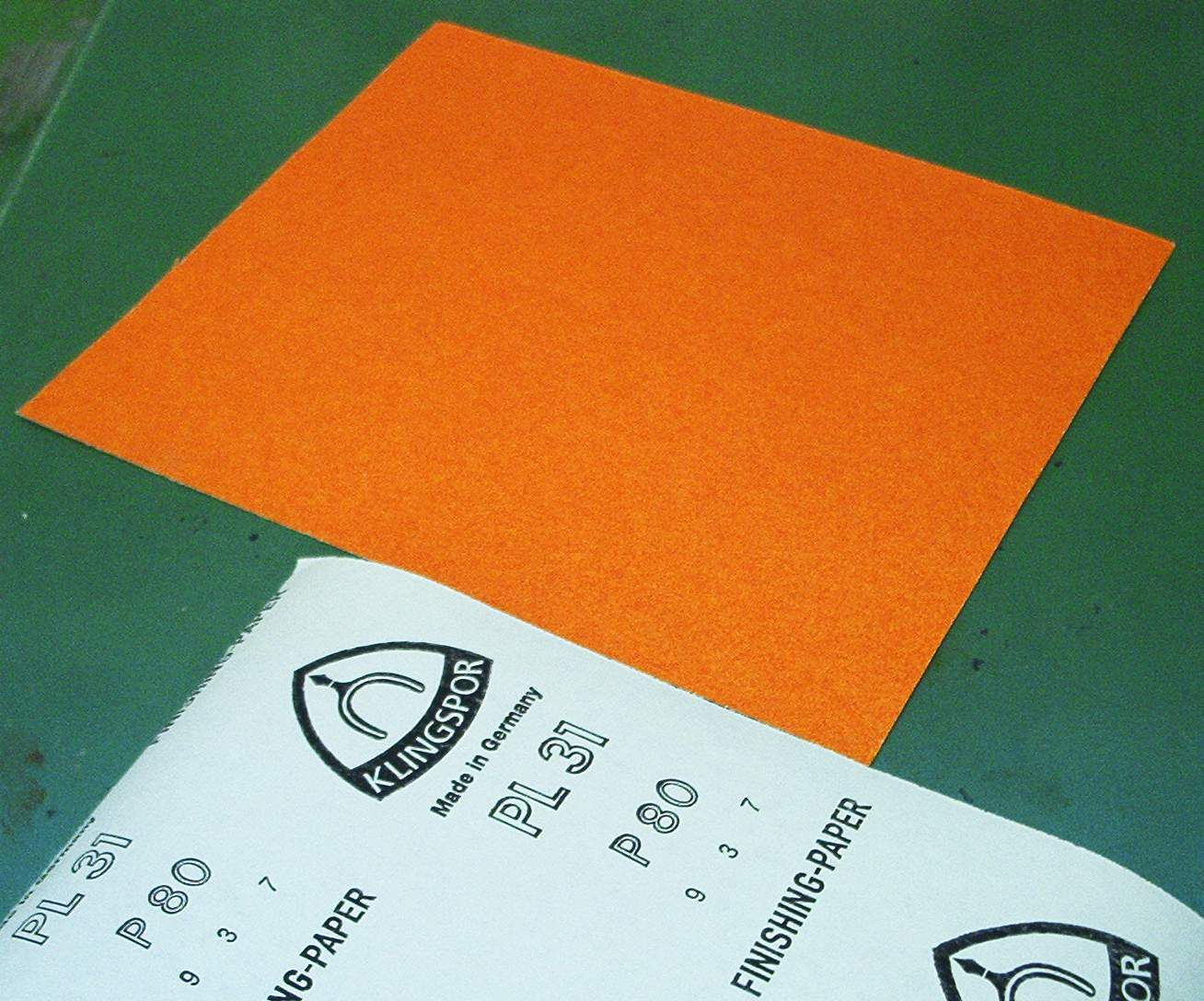
Наждачная бумага с шлифзерном размера FEPA Р80.

Абразивные материалы для применения в промышленности должны быть закреплены или конструктивно выполнены в виде различных инструментов и составов.
Основные виды абразивных инструментов и составов:
- Отрезные круги: различных диаметров (до 3500 мм), ширины, высоты и форм (профилей) рабочего (абразивного) слоя и способов закрепления его на корпусе круга.
- Шлифовальные круги: различные абразивные материалы в виде кругов, дисков, конусов разных профилей и диаметров.
- Бруски: абразивные и металлоабразивные разных размеров и профилей для хонингования, притирки, суперфиниширования.
- Лента: синтетическая или растительнотканная лента разной ширины с приклеенными на её одной или двух сторонах зёрнами абразивных материалов.
- Наждачная бумага: абразивный материал, нанесённый на тканевую или бумажную основу.
- Пасты: абразивные притирочные и полировальные абразивы равномерно распределённые в связующем (парафин, церезин, олеиновая кислота, стеарин, масла, керосин и др).
- Свободное зерно: сухие абразивные зёрна для гидроабразивной, ультразвуковой и пескоструйной обработки.
- Стальная вата: абразивный инструмент для шлифования и полировки.
- Галтовочные тела: абразивный инструмент в виде изделий геометрической формы (цилиндр, призма, конус, куб и т. п.), предназначенный для галтовки.

## Абразивные материалы

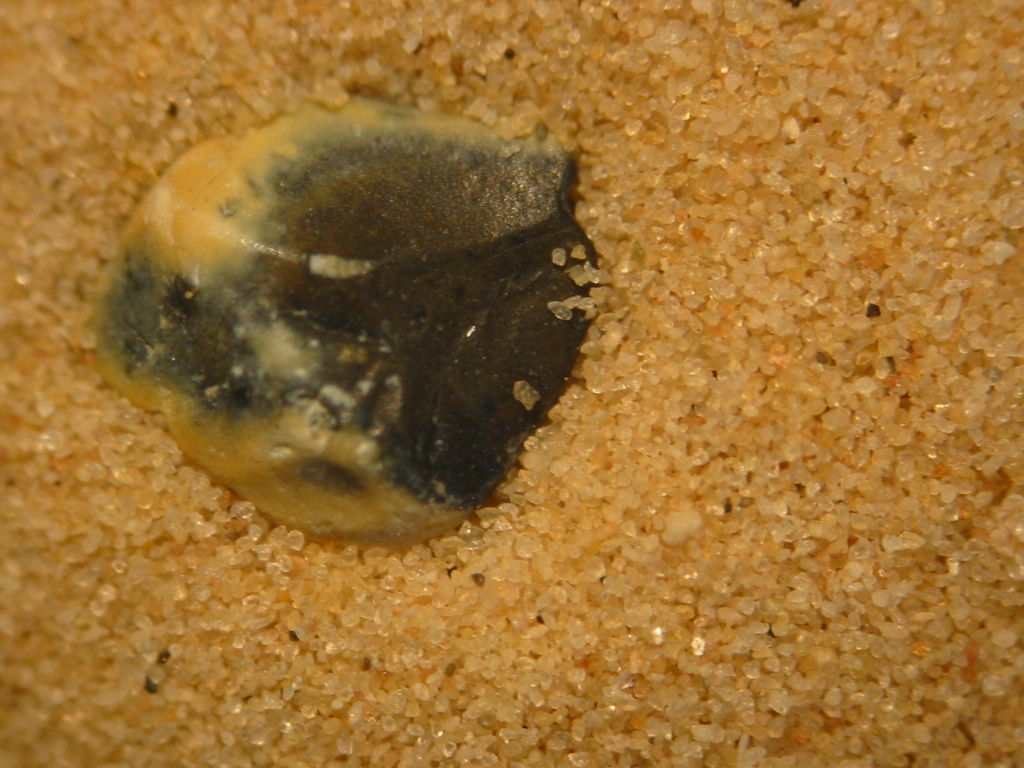
Размер частицы абразива колеблется в пределах 2 мм (крупная фракция) — 40 мкм

Абразивные материалы классифицируются по твёрдости (сверхтвёрдые, твёрдые, мягкие), и химическому составу, и по величине шлифовального зерна (крупные или грубые, средние, тонкие, особо тонкие), величина зерна измеряется в микрометрах или мешах.
Абразивное зерно — Частица абразивного материала в виде монокристалла, поликристалла или их осколков.
Пригодность абразивных материалов зависит от физических и кристаллографических свойств; особенно важное значение имеет их способность при истирании разламываться на остроугольные частицы. У алмаза это свойство максимальное. Выбор абразивного материала зависит от физических свойств обрабатываемого и обрабатывающего материала, а также от стадии обработки (грубая обдирка, шлифовка и полировка), причём твёрдость абразивного материала должна быть выше твёрдости обрабатываемого (за исключением алмаза, который обрабатывается алмазом).
Абразивные материалы характеризуются твёрдостью, хрупкостью, абразивной способностью, механической и химической стойкостью.
- Твёрдость — способность материала сопротивляться вдавливанию в него другого материала. Твёрдость (МН/м²) определяется методом вдавливания алмазной пирамиды в поверхность испытуемого материала (например, для кварца 11 000 — 11 300, электрокорунда 18 000 — 24 000, алмаза 84 250 — 100 000).

- Абразивная способность характеризуется количеством материала, сошлифованного за единицу времени.

- Механическая стойкость — способность абразивного материала выдерживать механические нагрузки, не разрушаясь при резке, шлифовке и полировке. Она характеризуется пределом прочности при сжатии, который определяют, раздавливая зерно абразивного материала, фиксируя нагрузку в момент его разрушения. Предел прочности абразивных материалов при повышении температуры снижается.

- Химическая стойкость — способность абразивных материалов не изменять своих механических свойств, будучи во взаимодействии с растворами щелочей, кислот, а также в воде и органических растворителях.

Абразивные материалы, применяемые для механической шлифовки и полировки полупроводниковых материалов, отличаются между собой размером (крупностью) зёрен, имеющих номера 200, 160, 125, 100, 80, 63, 50, 40, 32, 25, 20, 16, 10, 8, 6, 5, 4, 3, М40, М28, М20, М14, М10, М7 и М5 и подразделяются на четыре группы:
- шлифзерно (от № 200 до 15),
- шлифпорошок (от № 12 до 3),
- микрошлифпорошок (от М63 до М14),
- тонкие микропорошки (от М10 до М5).

Классификацию абразивных материалов по номерам зернистости проводят рассеиванием на специальных ситах, номер которого характеризует размер зерна. Номер зернистости абразивных материалов характеризуется фракцией: предельной, крупной, основной, комплексной и мелкой. Процентное содержание основной фракции обозначают индексами В, П, Н и Д.
В настоящее время абразивные материалы добываются и производятся синтетически, причём новые синтетические материалы, как правило, более эффективны, чем природные. Ниже приведены списки известных абразивных материалов.

### Природные абразивы
- Алмаз: Алмазоподобная кубическая аллотропическая форма элементарного углерода, добывается в коренных (кимберлитовые трубки) и россыпных месторождениях. Наиболее ценный по своим абразионным свойствам материал. Лучшим считается его чёрная разновидность — карбонадо (карбонат), добываемая в Бразилии и на острове Борнео. Второе место занимает борт — радиально-лучистая разновидность алмаза. На рынке под именем борта продаётся всякий непригодный для огранки алмаз. Из общего количества 20 % карбонадо, 20 % настоящий борт, остальное — алмазный порошок и осколки. Применяется при обработке твёрдого камня, а также для шлифовки и полировки самого алмаза.
- Гранат: Природный минерал, состоит из: R2+3 R3+2 [SiO4]3, где R2+ — Mg, Fe, Mn, Ca; R3+ — Al, Fe, Cr.
- Инфузорная земля: осадочная горная порода, состоящая преимущественно из останков диатомовых водорослей. Химически кизельгур на 96 % состоит из водного кремнезёма (опала). Применяется в виде тонкого порошка для полировки камня и металла.
- Кварц: кристаллическая двуокись кремния, один из наиболее дешёвых и доступных абразивных материалов. В сухом виде вызывает силикоз. Использование только совместно с подачей воды. Кварц и кремень с раковистым изломом при раскалывании дают остроугольные частицы. Применяются в порошке для обработки мягких камней (мрамор), в пескоструйных аппаратах для обработки металла, для очистки камней в строительном деле и для изготовления шлифовальных шкурок. Из кремнёвых конкреций изготавливали шары для шаровых мельниц.
- Корунд: кристаллический оксид алюминия, то же и сапфир, добывается в россыпях и иногда в рудах. Добытая корундовая руда измельчается, обогащается и сортируется по величине зерна. Применяется в порошке и для изготовления из него искусственных кругов, брусков и шкурок.
- Красный железняк: широко распространённый минерал железа Fe2O3. В особо чистых разновидностях применяется для полирования железа и стекла.
- Мел: карбонат кальция, для тонких видов абразивной обработки (притирка, полирование).
- Наждак: природный минерал, состоит из: корунда и магнетита — чёрного магнитного оксида железа Fe3O4
- Пемза: пузыристое вулканическое стекло. Для шлифовки пригодна пемза с тонкими пластинками стекла, образующими перегородки между ячейками. Самая лучшая пемза — с острова Липари, близ Сицилии. Применяется для шлифовки дерева, мягких камней и металлов.
- Полевой шпат: группа породообразующих минералов из класса силикатов. Большинство полевых шпатов — представители твёрдых растворов тройной системы изоморфного ряда К[AlSi3O8] — Na[AlSi3O8] — Са[Аl2Si2O8], конечные члены которой соответственно — альбит (Ab), ортоклаз (Or), анортит (An). В размолотом виде, наклеенный на полотно или бумагу, применяется в тех случаях, когда требуется мягкий шлифовальный материал.
- Трепел: рыхлая или слабо сцементированная, тонкопористая опаловая осадочная порода. Применяется в виде тонкого порошка для полировки камня и металла.

### Синтетические абразивы
Ниже приведён перечень абразивных материалов, зафиксированных в ГОСТ 21445-84. Принято к абразивным материалам относить только те материалы, которые соответствуют ГОСТу. Для каждого понятия установлен один стандартизованный термин. Применение терминов-синонимов стандартизованного термина запрещается.
- Синтетический алмаз — алмаз, изготовленный искусственным путём. Синтез при высоком давлении, обработка твёрдых сплавов, камня, стекла, цветных металлов.
- Кубический нитрид бора (BN, боразон; в России кубический нитрид бора известен как эльбор): синтез при высоком давлении, применяют при шлифовании деталей из различных сталей и сплавов.
- Карбид бора (B4C): тугоплавкое соединение, по твёрдости уступает лишь алмазу. Применяется для обработки твёрдых сплавов, стекла, чёрных металлов.
- Карбид кремния (SiC) или карборунд: химическое соединение кремния с углеродом. Впервые получен в электрической печи в 1891 году. Лучшим считается американский — Carborundum С°, Norton; немецкий из-за примесей хуже. Чем меньше размеры его зёрен, тем больше их прочность. Применяется в порошке для изготовления искусственных кругов и шкурок для обработки твёрдых сплавов, цветных металлов и титана.
- Электрокорунд (Al2O3): кристаллическая окись алюминия. Применяется при обработке чёрных металлов, изредка камня и стекла.
  - Нормальный электрокорунд — электрокорунд, изготовленный из боксита.
  - Белый электрокорунд — электрокорунд, изготовленный из глинозёма.
  - Монокорунд — электрокорунд в виде монокристаллов, изготовленный из глинозёмсодержащего и серосодержащего сырья путём разложения оксисульфидного шлака.
  - Циркониевый электрокорунд — электрокорунд, изготовленный из глинозёмсодержащего и цирконийсодержащего сырья, отличающийся эвтектической структурой корунд-бадделеит.
  - Легированный электрокорунд — электрокорунд, изготовленный из глинозёмсодержащего сырья с добавкой легирующих элементов, образующих с корундом твёрдый раствор.
- Шлифовальный материал с покрытием — шлифовальный материал, поверхность абразивных зёрен которого покрыта слоем другого материала. В зависимости от материала покрытия различают шлифовальный материал с металлическим покрытием и шлифовальный материал с неметаллическим покрытием
- Купершлак и никельшлак — негранулированные шлаки медных и никелевых руд

Разрабатываются новые перспективные абразивные материалы:
- Нитрид углерода C3N4
- Сплав карбида титана (TiC) и карбида скандия (Sc4C3)

Отдельно следует выделить метод магнитно-абразивной обработки и материалов для её осуществления. Суть метода заключается в использовании материалов с высокими абразивными и магнитными свойствами, что позволяет производить так называемую мягкую обработку и выполнять полирование на более высоком уровне.